# セバスチャン・シャバル
セバスチャン・シャバル（Sébastien Chabal、1977年12月8日-）は、フランス・ヴァランス出身の元ラグビー選手。ナンバーエイト及びフランカー、 ロックとして、フランス代表でプレーしていた。

## 愛称
シャバルはカリスマ性を備えた、風貌、プレーともに印象に残る選手であり、多くの愛称がつけられている。
- 俗に「弾丸タックル」と呼ばれる破壊力のあるタックルをすることから「弾丸」と名づけられている。
- プレーをしているプレミアシップで最新のあだ名は「シーバス（Seabass）」。
- その「野蛮な」外見から「アッティラ」「アニマル」「クロマニョン人」とも呼ばれている。
- 2007年、ニュージーランドのメディアはシャバルのことを、その勇敢さと外見（髭と長髪）に敬意を示して「ケイヴマン（Caveman）」と呼んだ。
- 2007年のニュージーランド遠征での活躍を機にフランスのメディアは「麻酔医」と呼ぶようになった。
- 「イエス・キリスト」や「ハンニバル・レクター」と呼ばれることもある。

## キャリア
シャバルがクラブチームでラグビーを始めたのは17歳の時であり、プロ契約をしたのは初めてフランス代表入りした2000年という遅咲きの選手でもある。そのため技術的に未熟な部分が見受けられるのも事実である。

### クラブ
- 2000 ヴァランス・スポルティフ
- 2000-2004 ブルゴワン・ジャイウー
- 2004-2009 セール・シャークス（en:Sale Sharks）
- 2009-2012 ラシン・メトロ
- 2012-2014 リヨン

### フランス代表
シャバルは2000年3月4日のスコットランド戦で初セレクションを飾ったが、目立った活躍をすることができなかった。驚くべきタックル能力は評価されたが、攻撃面で優れていることを認めさせることはできなかった。
ラグビーワールドカップ2003の3位決定戦でニュージーランドを相手に戦ったとき、シャバルはカルロス・スペンサーとダグ・ハウレットに見事なタックルをきめ、アーロン・メージャーをひっくり返した。この活躍にもかかわらず、フランス代表監督のベナール・ラポルトは2004年のシックス・ネイションズにシャバルを招集しなかった。
2007年のシックス・ネイションズで再招集され、夏のツアーにも参加。ニュージーランドとのテストマッチではチームは大敗したが、シャバルも孤軍奮闘の活躍を見せた。シャバルはクリス・マソエに強烈なタックルを見舞ってマソエが脳震盪を起こし、ボールを持ったままアリ・ウィリアムスに頭からぶつかっていき、ウィリアムスは顎を粉砕骨折した。
ベルナール・ラポルトの要請に答えるかたちで、シャバルはラグビーワールドカップ2007の代表にロックのポストで選抜された。ワールドカップ参加は2回目であり、フランス代表悲願の初優勝、開催国優勝を狙ったが準決勝でイングランドに敗れ、優勝とは成らなかった。シャバルはイングランド戦のノーサイド時には一人うずくまって泣き崩れ、フランス国民の涙を誘った。
現在はTVのCM等にも積極的に起用され、ラグビーファンを超えてフランスでは国民的人気（プレーと言うよりもその風貌とキャラクターが主たる要因ではあるが）を博しつつある。

シャバルは三列ではアリノルドキのような選手に比べると技術が劣る。二列（ロック）なら、ボール奪取やラックでのプレーなど彼の得意なことに専念できるだろう。
--ベルナール・ラポルト、『レキップ紙』、2007年6月14日。

シャバルは2009年のシックス・ネイションズでは運動量の低下からラックへの不参加を指摘され、優勝を逃した戦犯となりかけたが、最終戦のイタリア戦で相手をなぎ倒す強引なトライを決め、2010年のシックスネイションでも果敢な守備によってチームのグランドスラムに貢献した。

## エピソード
- 髪と髭を伸ばしているのは、シャバルいわく「怠け者」だからとのこと。
- ある日、フランス国内の試合後で英語で質問を受けたが、「フランスではフランス語を話す」と英語でのインタビューを断った逸話がある。
- 2009年のシックスネイションズ最終戦イタリア戦後、イタリア・フランス両代表はローマ市内のレストランでアフターマッチ・ファンクション（試合後の両チーム親睦会）を行ったが、そこでイタリア代表選手を殴るという前代未聞の事件を起こした。
- 2010年シックスネイションズ初戦のスコットランド戦を前に、ツイッター上で「腰が痛いから家に帰る」との書き込みをし、代表広報よりも先に自身の欠場を明かしてしまう。シャバルはこの件で代表スタッフから注意を受けた。
- 2010年の上半期には、その年の６月にサッカーワールドカップ南アフリカ大会が控えていたにもかかわらず、シャバルはフランスのスポーツ紙『レキップ』紙の選ぶ「最も注目すべきスポーツ選手」のナンバーワンに選出された。
- シャバル自身がブログに書いたことだが、フランス代表として選ばれるのは誇りに思っており、代表のユニフォームを何度着てもいつも一生懸命プレイしなければならないべきだと思っている。そして、サッカーワールドカップ南アフリカ大会で練習をボイコットしたサッカーフランス代表を暗に批判した。
- 自宅で大蛇を飼っていて、時々、スキンシップをはかっていたこともあった。

## タイトル

### クラブ
- プレミアシップ優勝 : 2006。
- ヨーロッピアン・チャレンジ・カップ優勝 : 2005。
- Champion des Champions（プレミアシップ優勝チームとTop14優勝チームとの対戦）勝利 : 2006（対ビアリッツ・オランピック）。

### フランス代表
- 37セレクション。
- 年ごとのセレクション : 1(2000)、4(2001)、5(2002)、10(2003)、4(2005)、13(2007)。
- シックス・ネイションズで5トライ、25得点。
- シックス・ネイションズ出場 : 2000、2003、2005、2007。
  - 優勝 : 2007。

### ワールドカップ
- 2003年 : 3セレクション（日本, アメリカ, ニュージーランド）。
- 2007年 : 6セレクション（アルゼンチン、ナミビア、アイルランド、ニュージーランド、イングランド、アルゼンチン（三位決定戦））。